# Ново-Вокзальная улица (Самара)
Но́во-Вокза́льная у́лица расположена в Промышленном и Советском районах города Самары. Одна из основных улиц района Безымянка. Начинается от железнодорожной станции Безымянка и заканчивается пересечением с улицей Солнечной. Протяжённость 5,5 км.

## Происхождение названия
Названа так по расположению: берёт начало от «нового самарского вокзала» — станции Безымянка. До 1949 года носила название Одиннадцатая линия Безымянки.

## Транспорт
Трамвай
Трамвайное движение по Ново-Вокзальной улице — на участке от улицы Ставропольской до Ново-Садовой. Проходят маршруты трамваев № 7, 11, 12, 23, 25. На участке от Фадеева до Ново-Садовой проходят маршруты № 20, 20к, 22, 24. От Фадеева до Ставропольской - 19 трамвай.
Автобус
На участке от улицы Победы до Московского шоссе проходит маршрут автобуса № 55.
На участке от улицы Ставропольской до улицы Стара-Загора проходит маршрут № 38. Также от Вольской до Победы проходит 27 автобус.
Маршрутные такси № 272 — от Московского шоссе до улицы Победы, в обратную сторону до улицы Ново-Садовой, от улицы Стара-Загора до Московского шоссе - 396.
Метро
На пересечении с улицей Победы находится станция метро Безымянка.
Пригородные поезда
В начале улицы расположена железнодорожная станция Безымянка.

## Здания и сооружения
Чётная сторона
- № 2а — Торговый центр «На птичке»
- № 28 — Кинотеатр «Юность»[1] (на реконструкции)[2]
- № 70 — Стадион «Орбита», детско-юношеская спортивная школа[3]
- № 128 — жилой 9-этажный дом, на первом этаже магазин «Кооператор», горевший в мае 2011 года
- № 142 — Детский сад № 174
- № 146а — Торговый центр «Треугольник»
- № 162 — Самарский медико-социальный колледж
- № 178 — Храм во имя Пророка Предтечи и Крестителя Господня Иоанна[4]

Нечётная сторона
- № 11 — Городская поликлиника № 10
- № 19 — МБОУ школа № 65
- № 55 — Медико-санитарная часть № 1
- № 193а — МБОУ школа № 49
- № 195а — ГОУ детский сад № 460 (ведомственный детсад ПурВО Минобороны РФ)
- № 213 — Самарский филиал Московского городского педагогического университета
- № 221 — Детская библиотека № 2

## Парки и скверы
- Сквер Авиаконструкторов — в самом начале ул. Ново-Вокзальной, на участке между улицами Физкультурной и Победы.
- «Молодёжный парк» — между Вольской и Ставропольской улицами.
- Штутгарт-аллея — между улицами Стара-Загора и Фадеева[5][6][7].

## Почтовые индексы
- 443029: дома № 172, 176, нечётные дома № 271–279
- 443087: дома № 187, 191
- 443008: дома № 4, 6, нечётные дома № 1–29
- 443084: нечётные дома № 193–231
- 443081: чётные дома № 104–126
- 443111: чётные дома № 128–146
- 443125: чётные дома № 160–162, нечётные дома № 247–269
- 443063: чётные дома № 26–62
- 443016: чётные дома № 78–100 и нечётные дома № 59–167
- 443058: чётные дома № 8–24[8]